# Doepnitsa
Doepnitsa (Bulgaars: Дупница, Dupnica) is een stad in het westen van Bulgarije in de oblast Kjoestendil. De stad heeft 30.165 inwoners (2017).

## Ligging
De stad ligt zo'n 65 km ten zuiden van de Bulgaarse hoofdstad Sofia, aan de E79, aan de voet van de Rila en aan de bovenloop van de rivier de Strymon, op een hoogte van 535 meter.

## Geschiedenis
Doepnitsa bestaat al sinds de Oudheid. In eerste instantie stond de stad bekend onder de namen Tobinitsa en Doupla, alvorens de stad onder de naam Doebnitsa bekend werd. Deze naam hield het tot aan de Bulgaarse autonomie in 1878 uit, alvorens de naam werd veranderd in Doepnitsa. Na de Tweede Wereldoorlog, in 1948 werd de naam veranderd in Stanke Dimitrov en in 1949 in Marek, maar het jaar daarop alweer in Stanke Dimitrov. Na het einde van de communistische Bulgaarse staat werd de naam weer terug veranderd in Doepnitsa.

## Gemeente Doepnitsa
De gemeente Doepnitsa bestaat uit 17 nederzettingen: de stad Doepnitsa inclusief 16 nabijgelegen dorpen. 
| stad Doepnitsa     | град Дупница     | 33.519 |
| dorp Jachinovo     | село Яхиново     | 2.026  |
| dorp Kraïnitsi     | село Крайници    | 1.954  |
| dorp Samoranovo    | село Самораново  | 1.752  |
| dorp Bistritsa     | село Бистрица    | 1.580  |
| dorp Dzjerman      | село Джерман     | 1.288  |
| dorp Tsjerven Breg | село Червен брег | 1.242  |
| dorp Balanovo      | село Баланово    | 363    |
| dorp Djakovo       | село Дяково      | 327    |
| dorp Piperevo      | село Пиперево    | 185    |
| dorp Blatino       | село Блатино     | 174    |
| dorp Topolnitsa    | село Тополница   | 157    |
| dorp Palatovo      | село Палатово    | 142    |
| dorp Deljan        | село Делян       | 107    |
| dorp Kremenik      | село Кременик    | 65     |
| dorp Kraïni Dol    | село Крайни дол  | 55     |
| dorp Gramade       | село Грамаде     | 52     |
| gemeente Doepnitsa | община Дупница   | 44.988 |

#### Etnische samenstelling
In de gemeente Doepnitsa bestaat bijna 94% van de bevolking uit etnische Bulgaren. De overige 6% bestaat voornamelijk uit de Roma: zij wonen allemaal nagenoeg uitsluitend in de stad Doepnitsa.
In de stad Doepnitsa vormen etnische Bulgaren ongeveer 92% van de bevolking en de Roma vormen tussen de 7-8% van de bevolking.
In de dorpen op het platteland van de gemeente Doepnitsa vormen etnische Bulgaren meer dan 99%, terwijl de Roma minder dan 1% van de bevolking vormen.

#### Leeftijdsopbouw
De stad Doepnitsa is jonger dan het omringende platteland. Het aantal ouderen (65+) bedraagt bijna 24% van de bevolking van de gemeente Doepnitsa: in de stad Doepnitsa is dit percentage 22% en op het platteland is dit percentage bijna 29%. 
| Leeftijdsopbouw van de gemeente Doepnitsa (31.12.2017) | Leeftijdsopbouw van de gemeente Doepnitsa (31.12.2017) | Leeftijdsopbouw van de gemeente Doepnitsa (31.12.2017) | Leeftijdsopbouw van de gemeente Doepnitsa (31.12.2017) |
| Leeftijdscategorie                                     | de stad Doepnitsa                                      | nabijgelegen dorpen                                    | gemeente Doepnitsa                                     |
| ------------------------------------------------------ | ------------------------------------------------------ | ------------------------------------------------------ | ------------------------------------------------------ |
| 0-4 jaar                                               | 1.311                                                  | 356                                                    | 1.667                                                  |
| 5-9 jaar                                               | 1.574                                                  | 361                                                    | 1.935                                                  |
| 10-14 jaar                                             | 1.532                                                  | 377                                                    | 1.909                                                  |
| 15-19 jaar                                             | 1.337                                                  | 397                                                    | 1.734                                                  |
| 20-24 jaar                                             | 985                                                    | 338                                                    | 1.323                                                  |
| 25-29 jaar                                             | 1.240                                                  | 457                                                    | 1.697                                                  |
| 30-34 jaar                                             | 1.781                                                  | 530                                                    | 2.311                                                  |
| 35-39 jaar                                             | 2.057                                                  | 606                                                    | 2.663                                                  |
| 40-44 jaar                                             | 2.371                                                  | 664                                                    | 3.035                                                  |
| 45-49 jaar                                             | 2.328                                                  | 766                                                    | 3.094                                                  |
| 50-54 jaar                                             | 2.161                                                  | 724                                                    | 2.885                                                  |
| 55-59 jaar                                             | 2.317                                                  | 756                                                    | 3.073                                                  |
| 60-64 jaar                                             | 2.413                                                  | 778                                                    | 3.191                                                  |
| 65-69 jaar                                             | 2.335                                                  | 807                                                    | 3.142                                                  |
| 70-74 jaar                                             | 1.814                                                  | 743                                                    | 2.557                                                  |
| 75-79 jaar                                             | 1.154                                                  | 581                                                    | 1.735                                                  |
| 80 jaar en ouder                                       | 1.455                                                  | 718                                                    | 2.173                                                  |
| totaal                                                 | 30.165                                                 | 9.959                                                  | 40.124                                                 |

Opvallend is dat er vrij weinig twintigplussers in de stad Doepnitsa wonen. 

#### Religieuze samenstelling
Volgens de volkstelling van 2011 behoort ongeveer 88,5% van de bevolking tot de Bulgaars-Orthodoxe Kerk. Zo'n 3% van de bevolking is ongodsdienstig en 1,5% van de bevolking is protestants. De rest heeft geen antwoord gegeven of behoort tot kleinere religieuze groeperingen (onder andere 90 katholieken en 21 moslims).

## Geboren
- Plamen Oresjarski (1960), politicus
- Svetoslav Malinov (1968), politicus